# Andreas Preuß
Andreas Preuß (* 30. März 1962) ist ein deutscher Tischtennisspieler und -trainer und zurzeit als Manager des Vereins Borussia Düsseldorf tätig. 

## Spieler
Preuß spielte bis 1984 beim Verein TTC Grünweiß Bad Hamm und wechselte dann zu Borussia Düsseldorf. Mit deren Herrenmannschaft wurde er 1986, 1988, 1990 und 1992 Deutscher Meister. 

## Trainer und Manager
1999 übernahm Preuß das Traineramt des Vereins von Mario Amizic, war zuvor schon seit 1994 als Manager tätig gewesen. In seiner Amtszeit führte er den Verein zum Gewinn der Deutschen Meisterschaft 2003 und wurde damit zum Trainer des Jahres gekürt, dessen Titel jährlich vom Verband Deutscher Tischtennis-Trainer und dem Fachmagazin Deutscher Tischtennis Sport vergeben wird. 2006 gab er den Trainerposten an seinen Co-Trainer Dirk Wagner ab, ist jedoch immer noch als Manager tätig und trug zur Verpflichtung von Timo Boll bei.

## Privat
Preuß ist seit Juni 2001 mit der in Kroatien geborenen Romina Majcen verheiratet. Mit ihr hat er drei Töchter.